# La passione di Cristo (film 1899)
La passione di Cristo è un film del 1899 di Vittorio Calcina dedicato alla passione di Cristo.
È il primo film italiano a tematica religiosa.

## Trama
Il cortometraggio ripercorre in breve la vita di Gesù Cristo e, in particolare, il momento della passione.